# Кубок России по водному поло среди женщин
Кубок России по водному поло среди женских команд — ежегодное соревнование, проводимое Федерацией водных видов спорта России (до 2024 года — Федерацией водного поло России).

## История и формат турнира
С 1989 года проводились розыгрыши Кубка СССР, победителями которых становились златоустовская «Уралочка» (1989, 1990) и джамбульский «Химик» (1991). В 1991 году под эгидой новообразованной Федерации водного поло России состоялся турнир за Кубок России, в котором также приняли участие команды из других союзных республик — «Амазонка» (Кишинёв), «Славутич» (Киев), «Медео» (Алма-Ата) и «Химик» (Джамбул). Трофей выиграла «Уралочка», которая благодаря этой победе получила возможность выступить в Кубке европейских чемпионов 1992 года.
Первый турнир после распада СССР состоялся в декабре 1992 года в Москве. В финальном матче краснодарский СКИФ-91 обыграл нижегородский «Салют», а в поединке за 3-е место московский СКИФ был сильнее «Уралочки».
В большинстве розыгрышей Кубка России участвовали от 6 до 8 сильнейших команд по итогам национального чемпионата, которые разыгрывали трофей, проводя матчи в группах, полуфиналы и финалы, либо (с 2019 года) — только матчи плей-офф. В 2016—2018 годах возможность побороться за Кубок предоставлялась всем командам-участницам чемпионата России, из которых четвёрка сильнейших напрямую выходила в финальный этап Кубка, а остальные 5—6 команд разыгрывали путёвки в финальную стадию на отборочном этапе. Кроме российских клубов, в ряде турниров выступали представители Казахстана: «Евразия-Рахат» из Астаны (2003), «Алматы» (2007) и «Айша-Биби» из Тараза (2011, 2012, 2016).
Наибольшее число титулов победителя Кубка России выиграла команда «КИНЕФ-Сургутнефтегаз» (Кириши) — 14. На счету московского СКИФа 7 побед, у златоустовской «Динамо-Уралочки» — 5 (с учётом турнира 1991 года). По одному разу Кубком России владели краснодарский СКИФ-91, подмосковный «Штурм-2002», волгоградский «Спартак» и нижегородский «Буревестник».

## Призёры
| Дата финала | Город                | Золото                             | Счёт финала          | Серебро                                  | Бронза                                   |
| ----------- | -------------------- | ---------------------------------- | -------------------- | ---------------------------------------- | ---------------------------------------- |
| 20.12.1992  | Москва               | СКИФ-91 (Краснодар)                | 8:7                  | «Салют» (Нижний Новгород)                | СКИФ (Москва)                            |
| 09.11.1993  | Москва               | СКИФ (Москва)                      | 6:5                  | СКИФ-91 (Краснодар)                      | «Уралочка» (Златоуст)                    |
| 30.05.1994  | Москва               | СКИФ (Москва)                      | 6:5                  | СКИФ-91 (Краснодар)                      |                                          |
| 12.11.1995  | Туапсе               | СКИФ (Москва)                      | 13:4                 | СКИФ-91 (Краснодар)                      |                                          |
| 18.10.1996  | Москва               | СКИФ (Москва)                      | 13:2                 | «Уралочка» (Златоуст)                    | СКИФ-91 (Краснодар)                      |
| 1997—2000   | турнир не проводился | турнир не проводился               | турнир не проводился | турнир не проводился                     | турнир не проводился                     |
| 08.04.2001  | Кириши               | СКИФ-МФП (Москва)                  | 10:9 (д. в.)         | «Уралочка» (Златоуст)                    | КИНЕФ (Кириши)                           |
| 10.11.2002  | Кириши               | «Уралочка-ЗМК» (Златоуст)          | 8:5                  | СКИФ-МФП ШВСМ «Измайлово» (Москва)       | КИНЕФ (Кириши)                           |
| 19.10.2003  | Кириши               | СКИФ-МФП ШВСМ «Измайлово» (Москва) | 8:7 (д. в.)          | «Уралочка-ЗМК» (Златоуст)                | «Евразия-Рахат» (Астана, Казахстан)      |
| 31.10.2004  | Кириши               | «Уралочка-ЗМЗ» (Златоуст)          | 9:6                  | «КИНЕФ-Сургутнефтегаз» (Кириши)          | СКИФ-МФП ШВСМ «Измайлово» (Москва)       |
| 29.10.2005  | Кириши               | «КИНЕФ-Сургутнефтегаз» (Кириши)    | 17:8                 | «Уралочка-ЗМЗ» (Златоуст)                | СКИФ-МФП ШВСМ «Измайлово» (Москва)       |
| 28.10.2006  | Кириши               | «Уралочка-ЗМЗ» (Златоуст)          | 13:11                | «КИНЕФ-Сургутнефтегаз» (Кириши)          |                                          |
| 27.10.2007  | Челябинск            | «КИНЕФ-Сургутнефтегаз» (Кириши)    | 15:12                | «Уралочка-ЗМЗ» (Златоуст)                | «Динамо-РГУФК» ШВСМ «Измайлово» (Москва) |
| 15.11.2008  | Кириши               | «КИНЕФ-Сургутнефтегаз» (Кириши)    | 17:8                 | «Динамо-РГУФК» ШВСМ «Измайлово» (Москва) | «Штурм-2002» (Чехов)                     |
| 30.04.2009  | Кириши               | «КИНЕФ-Сургутнефтегаз» (Кириши)    | 14:13                | «Штурм-2002» (Чехов)                     | «Динамо-РГУФК» ШВСМ «Измайлово» (Москва) |
| 26.04.2010  | Ханты-Мансийск       | «КИНЕФ-Сургутнефтегаз» (Кириши)    | 15:11                | «Штурм-2002» (Руза)                      | «Югра» (Ханты-Мансийск)                  |
| 16.04.2011  | Пенза                | СКИФ ШВСМ «Измайлово» (Москва)     | 7:6 (д. в.)          | «Штурм-2002» (Руза)                      | «КИНЕФ-Сургутнефтегаз» (Кириши)          |
| 27.10.2012  | Кириши               | «Штурм-2002» (Руза)                | 14:5                 | «Уралочка-ЗМЗ» (Златоуст)                | «КИНЕФ-Сургутнефтегаз» (Кириши)          |
| 28.09.2013  | Кириши               | «КИНЕФ-Сургутнефтегаз» (Кириши)    | 16:7                 | СКИФ ЦСП «Измайлово» (Москва)            | «Спартак-Волгоград»                      |
| 04.10.2014  | Златоуст             | «КИНЕФ-Сургутнефтегаз» (Кириши)    | 14:9                 | «Уралочка» (Златоуст)                    | «Спартак-Волгоград»                      |
| 06.05.2015  | Ханты-Мансийск       | «КИНЕФ-Сургутнефтегаз» (Кириши)    | 9:7                  | «Уралочка» (Златоуст)                    | «Югра» (Ханты-Мансийск)                  |
| 22.05.2016  | Кириши               | «КИНЕФ-Сургутнефтегаз» (Кириши)    | 18:8                 | «Динамо-Уралочка» (Златоуст)             | «Югра» (Ханты-Мансийск)                  |
| 07.05.2017  | Ханты-Мансийск       | «КИНЕФ-Сургутнефтегаз» (Кириши)    | 13:6                 | «Югра» (Ханты-Мансийск)                  | СКИФ ЦСП «Крылатское» (Москва)           |
| 08.04.2018  | Кириши               | «КИНЕФ-Сургутнефтегаз» (Кириши)    | 10:8                 | «Динамо-Уралочка» (Златоуст)             | «Спартак-Волгоград»                      |
| 30.04.2019  | Златоуст             | «КИНЕФ-Сургутнефтегаз» (Кириши)    | 21:12                | «Спартак-Волгоград»                      | «Динамо-Уралочка» (Златоуст)             |
| 2020        | турнир не проводился | турнир не проводился               | турнир не проводился | турнир не проводился                     | турнир не проводился                     |
| 26.10.2021  | Златоуст             | «Динамо-Уралочка» (Златоуст)       | 12:9                 | «КИНЕФ-Сургутнефтегаз» (Кириши)          | «Спартак-Волгоград»                      |
| 06.05.2022  | Кириши               | «Спартак-Волгоград»                | 11:10                | «КИНЕФ-Сургутнефтегаз» (Кириши)          | СКИФ ЦОП Москомспорта (Москва)           |
| 07.10.2023  | Краснодар            | «КИНЕФ-Сургутнефтегаз» (Кириши)    | 13:4                 | «СКИФ-Восток» (Москва)                   | «Динамо-Уралочка» (Златоуст)             |
| 01.06.2024  | Ханты-Мансийск       | «КИНЕФ-Сургутнефтегаз» (Кириши)    | 10:9                 | «Динамо-Уралочка» (Златоуст)             | «Буревестник» (Нижний Новгород)          |
| 20.04.2025  | Санкт-Петербург      | «Буревестник» (Нижний Новгород)    | 12:6                 | «Динамо-Уралочка» (Златоуст)             | «СКИФ-Восток» (Москва)                   |